# Parafreutreta bevisi
Parafreutreta bevisi är en tvåvingeart som först beskrevs av Munro 1935.  Parafreutreta bevisi ingår i släktet Parafreutreta och familjen borrflugor. Inga underarter finns listade i Catalogue of Life.